# 托內省

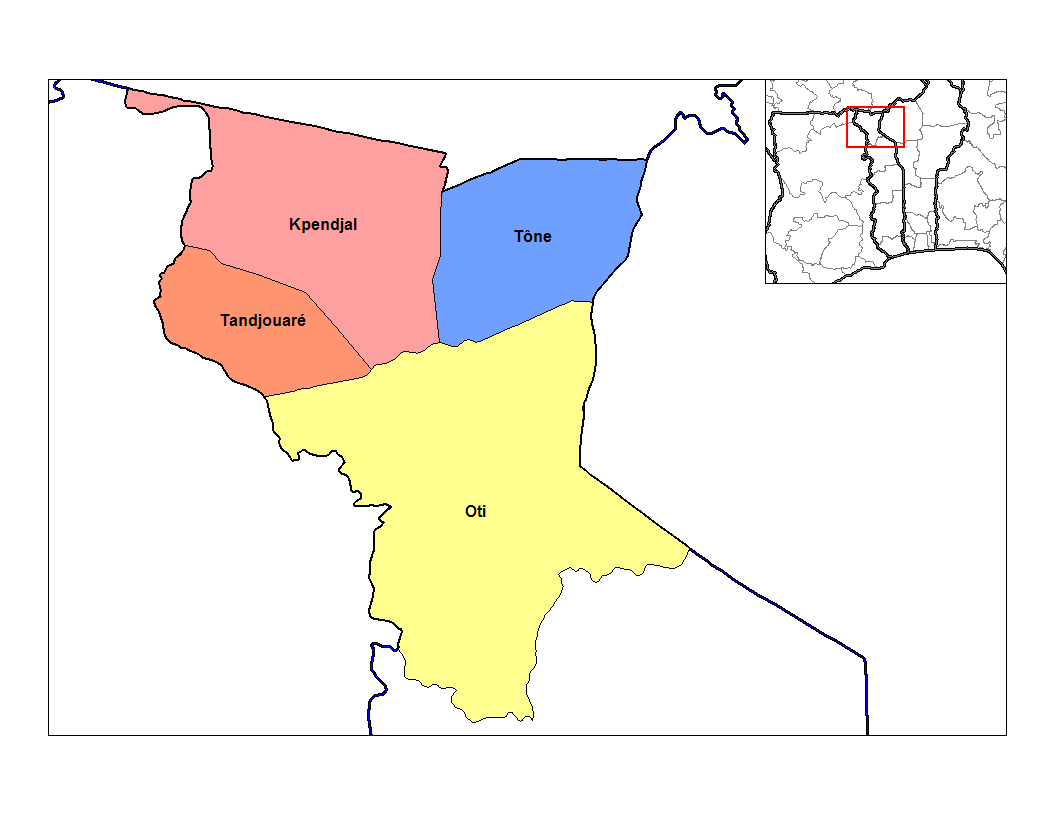

10°52′04″N 0°12′13″E / 10.8678°N 0.2036°E
托內省（法語：Préfecture de Tône），是多哥的30個省份之一，位於該國北部，由草原區負責管轄，首府設於達龐，面積1,515平方公里，2010年人口286,479，人口密度每平方公里189.1人。